# Lenin (Album)
Lenin ist das neunte Studioalbum der Hamburger Band Die Goldenen Zitronen. Es wurde am 2. Juni 2006 vom Hamburger Plattenlabel Buback Tonträger veröffentlicht, fünf Jahre nach dem letzten Album Schafott zum Fahrstuhl.

## Inhalt
Das Album ist nach dem russischen Revolutionär Wladimir Iljitsch Lenin benannt. Der Titelsong ist eine Verarbeitung des Gedichts Lenin (Er rührte an den Schlaf der Welt), das 1929 von Johannes R. Becher geschrieben und 1953 durch Hanns Eisler in der DDR vertont wurde. Es wird durch Ernst Busch mit dem Ausspruch „Lenin“ eröffnet. 
Ted Gaier gab an, von einem Besuch im Moskauer Lenin-Mausoleum inspiriert worden zu sein. Das Stück Der Bürgermeister spielt auf den damaligen Hamburger Bürgermeister Ole von Beust an. Er hatte sich bei einem Interview das Stück Let there be Rock der Band Tocotronic gewünscht und angekündigt, zu einem Konzert der Band zu kommen, was laut Jan Müller jedoch nicht geschah.
Der Song Von den Dämonen des Wesley Willis behandelt zum einen das Leben des amerikanischen Outsider-Künstlers Wesley Willis sowie die gemeinsame Tour von Willis mit den Goldenen Zitronen im Jahr 2001 durch die USA. Über diese Tour wurde von Jörg Siepmann ein Dokumentarfilm, Golden Lemons, gedreht, von dem sich die Band später distanzierte.
Für den Song Mila wurde im Sommer 2006 auf Rügen ein Musikvideo gedreht. Regie führten Schorsch Kamerun und Eva Könnemann. Ebenso wurde der Song 2006 zusammen mit dem Titel Das sag ich dir nicht für das Hörspiel „Ein Menschenbild, was in seiner Summe Null ergibt“ von Schorsch Kamerun verwendet und neu interpretiert. Beide Titel zeichnen sich durch Bewusstseinsstrom-artige Texte aus. Das Hörspiel wurde 2007 mit dem Hörspielpreis der Kriegsblinden ausgezeichnet.
Das Cover des Albums ist – wie so oft bei Alben der Goldenen Zitronen (so auch bei Die Entstehung der Nacht) – ein Gemälde des Hamburger Malers Daniel Richter.

## Rezeption
Christian Preußler vergab 7 von 10 Punkten an das Album und schreibt auf der Webseite plattentests.de:

„Vertrackte Rhythmik, verkopfte Melodieführungen und eine hochfrequentierte Wortnutzung. ‚Lenin‘ bietet ein mäanderndes Zusammenspiel von elektronischer Energie und treibenden Rockelementen. Allen Liebhabern der ‚Porsche, Genscher, Hallo HSV‘-Parolendrescherei wird ‚Lenin‘ sicherlich das Entsetzen ins Gesicht meißeln. Falls Dich das überraschen sollte, müssen wir Dir leider unterstellen, daß Du die letzten 10 Jahre nicht aufgepaßt hast.“

In der Zeit wurde geschrieben:

„Lenin ist ein Avantgarde-Album, auch wenn die Zitronen bei Bedarf »fetziger als die Babyshambles« sein können, wie Kamerun betont. Seit den Anfängen der Band im spaßigen Punk wird ihre Musik immer komplexer, ohne an Kompromisslosigkeit einzubüßen, und die Gesellschaftskritik feiner. Man schlägt auch dort zu, wo sich Stereotypes zu Neospießertum verdichtet: »Ich höre auch viel Deutschlandfunk in letzter Zeit« – Kamerun singt das so, dass man darüber lachen muss.
Dem großen Erfolg der Goldenen Zitronen steht eigentlich nur ihre eigene Superschlauheit im Wege: Lenin ist keine leichte Punkrockplatte, mit der sich durch TV-Shows tingeln lässt, sondern ein außergewöhnliches, vielschichtiges und manchmal schwieriges Kunstwerk, das die deutsche Gegenwart gekonnt erfasst.“

Alexander Lazarek schrieb im Intro:

„“Lenin” ist die reißzahnigste und präziseste Platte seit “Economy Class” [Album der Zitronen, 1996] und mit all den Orgeln, Synthies, Glöckchen und hörspieligen Hintergrund-Stimmen für Goldie-Verhältnisse sogar geradezu zugänglich, ja, reich? Ja, aber noch lange kein Mitsingen, und Agitpop-Dancing schon gar nicht, nein.“

## Titelliste
1. Lied der Stimmungshochhalter (3:09)
2. Mila (3:54)
3. Von den Dämonen des Wesley Willis (3:54)
4. Wenn ich ein Turnschuh wär (5:17)
5. Mickeyrourkeske (2:49)
6. Lenin (4:31)
7. Complication (2:36)
8. Der Bürgermeister (4:17)
9. Raus aus der Klasse, zurück in die Klasse (3:33)
10. Das sag ich dir nicht (3:03)
11. Terminator I und Sigmund Freud (3:36)
12. Europäische Aussenstellen (3:12)
13. Gevatter Böhm erzählt (3:03)